# El Aguacate (sydöstra Tantoyuca kommun)
El Aguacate är en ort i Mexiko.   Den ligger i kommunen Tantoyuca och delstaten Veracruz, i den sydöstra delen av landet, 230 km nordost om huvudstaden Mexico City. El Aguacate ligger 131 meter över havet och antalet invånare är 123.
Terrängen runt El Aguacate är huvudsakligen platt, men den allra närmaste omgivningen är kuperad. Runt El Aguacate är det ganska tätbefolkat, med 83 invånare per kvadratkilometer. Närmaste större samhälle är Tantoyuca, 18,0 km nordväst om El Aguacate. Trakten runt El Aguacate består till största delen av jordbruksmark.